# ادواردو لیته
ادواردو لیته (انگلیسی: Eduardo Leite؛ زادهٔ ۱۰ مارس ۱۹۸۵) سیاست‌مدار اهل برزیل و فرماندار ریو گرانده جنوبی است. در جریان انتخابات ایالتی ۲۰۱۸، او با کسب ۵۳٫۶۲ درصد آرا پیروز شد. لیته در ۳۳ سالگی به عنوان فرماندار انتخاب شد و جوانترین فرماندار برزیل لقب گرفت. در ژوئیه ۲۰۲۱ او در جریان یک مصاحبه تلویزیونی به‌عنوان همجنسگرا آشکارسازی کرد.
او برای دومین بار در انتخابات فرمانداری سال ۲۰۲۲ به عنوان فرماندار ریو گرانده جنوبی انتخاب شد.